# Niphona hepaticolor
Niphona hepaticolor es una especie de escarabajo longicornio del género Niphona, tribu Pteropliini, subfamilia Lamiinae. Fue descrita científicamente por Heller en 1923.

## Descripción
Mide 11,5-16 milímetros de longitud.

## Distribución
Se distribuye por Indonesia y Filipinas.